# BallinStadt
El BallinStadt es un museo y complejo arquitectónico de Hamburgo, Alemania, dedicado a la emigración y los movimientos migratorios desde el siglo xvi hasta la actualidad. Inaugurado en 2007, se encuentra ubicado en el distrito e isla de Veddel, famosa por ser punto de concentración de emigrantes alemanes y europeos hacia el Nuevo Mundo durante el siglo xix y principios del siglo xx. El elemento más destacado del museo son las llamadas «salas de la emigración» (Auswandererhallen), las primeras de las cuales fueron construidas en 1901.
El complejo, cuyo nombre oficial es Museo de la Ciudad de la Emigración BallinStadt (en alemán: BallinStadt Auswanderermuseum Hamburg), debe su nombre al armador hamburgués de origen judío Albert Ballin, quien en 1901 mandó construir las primeras Auswandererhallen.

## Contexto histórico
Entre 1850 y 1939, la ciudad de Hamburgo fue destino para más de cinco millones de emigrantes de toda Europa que huían de la persecución política y religiosa, o simplemente escapaban de una vida de pobreza y hambre que azotaba a las clases bajas del continente. La ciudad, apodada en su día «La puerta de entrada al mundo» (Tor zur Welt), se convirtió en el último eslabón europeo de toda esa gente que iba a dejar atrás el Viejo Mundo, buscando un futuro mejor. Se trata de la época numéricamente más marcada de la emigración de Alemania y de Europa hacia el continente americano.
El BallinStadt (literalmente, Ciudad de Ballin) fue inaugurado más de un siglo después de que Albert Ballin, entonces director general de la Hamburg America Line –la mayor empresa de transporte transatlántico de su tiempo–, se percatara de la necesidad de alojamiento para miles de emigrantes que llegaban a la ciudad cada semana desde todos los rincones de Europa. Es por ello que en 1901 mandó construir unas grandes salas en Veddel, una de las islas del río Elba en el delta de Hamburgo que forman el puerto de la ciudad. Muchos de los casi 5000 residentes actuales de esta isla, que en la actualidad forma un distrito propio, son descendientes de aquellos emigrantes.
Ballin había heredado de su padre la agencia migratoria Morris & Co., que facilitaba el transporte de emigrantes a Estados Unidos a través de Reino Unido en los cargueros de la compañía marítima Carr Line. En 1886 fue contratado por la Hamburg America Line para dirigir el departamento de pasajeros, que incluía la responsabilidad sobre el tema de la emigración. El hecho de que Hamburgo se convirtiera en el principal puerto de emigración de Alemania se debió en gran parte a la red de «agencias de emigración» y sucursales de la naviera que bajo la gestión de Ballin se habían extendido por toda la ciudad. En 1891, el puerto de Hamburgo se convirtió en el más concurrido por emigrantes de Alemania, y de Europa en general, habiéndose adelantado por primera vez al puerto de Bremen.
El regreso al puerto de Hamburgo de pasajeros cuya entrada en Estados Unidos les había sido denegada (sobre todo por motivos de salud) se hizo a coste de la propia compañía marítima. Para acogerlos, se construyeron los conocidos como Auswandererbaracken (barracas de los emigrantes), que luego servirían para alojar a gran parte de los emigrantes antes de su partida hacia América, pudiendo controlarlos durante dos semanas en una suerte de cuarentena. Las construcciones, ubicadas en el llamado «muelle de las Américas» se abrieron en julio de 1892 con capacidad para 1400 personas.

## El museo
La ciudad de Hamburgo había resuelto proyectar y construir un museo de estas características en diciembre de 2004, basándose en un concepto desarrollado por la Fundación Marítima de Hamburgo. El proyecto fue financiado como una asociación público-privada entre la Ciudad Libre y Hanseática de Hamburgo y patrocinadores recomendados por dicha fundación. La construcción del complejo fue un proyecto conjunto de la ciudad y una empresa especializada en construcciones de recreo y cultura. La primera piedra se colocó en diciembre de 2005.
En julio de 2007 se inauguró el Museo de la Emigración de Hamburgo bajo el lema Puerto de los Sueños: El mundo del emigrante de Hamburgo. Por aquel entonces, el museo se enfocó exclusivamente en la historia de los más de cinco millones de emigrantes que dejaron su tierra natal entre 1850 y 1939, emprendiendo una arriesgada travesía hacia el Nuevo Mundo a través de Hamburgo. 
Entre abril y mayo de 2016, tras la renovación del contrato de servicios entre la ciudad y la empresa que gestiona el museo hasta 2027, se realizaron reformas, durante las cuales fue ampliada su superficie hasta contar con más de 2500 m² de espacio museístico, incluyendo la reconstrucción de tres de las salas de los emigrantes. La reapertura tuvo lugar en mayo de 2016 con un nuevo logo y un nuevo nombre: BallinStadt. Habiendo ampliado sus colecciones y reorganizado sus exposiciones, el renovado museo narra la historia de la inmigración y la emigración desde el siglo xvi hasta la actualidad, contando con cuatro espacios que representan cuatro épocas:
- «Una nueva orilla»: siglos xvi a xix;
- «El largo siglo xix»;
- «Las grandes guerras del siglo xx: el período de las guerras mundiales y los años de entreguerras;
- «Mundo en transición»: después de 1945.

Aunque casi todas las exhibiciones del museo se encuentran en el recinto del BallinStadt, una de ellas está ubicada en el Museo de Historia de Hamburgo como exposición permanente complementaria, titulada «Hamburgo, ciudad de emigrantes».

## Galería

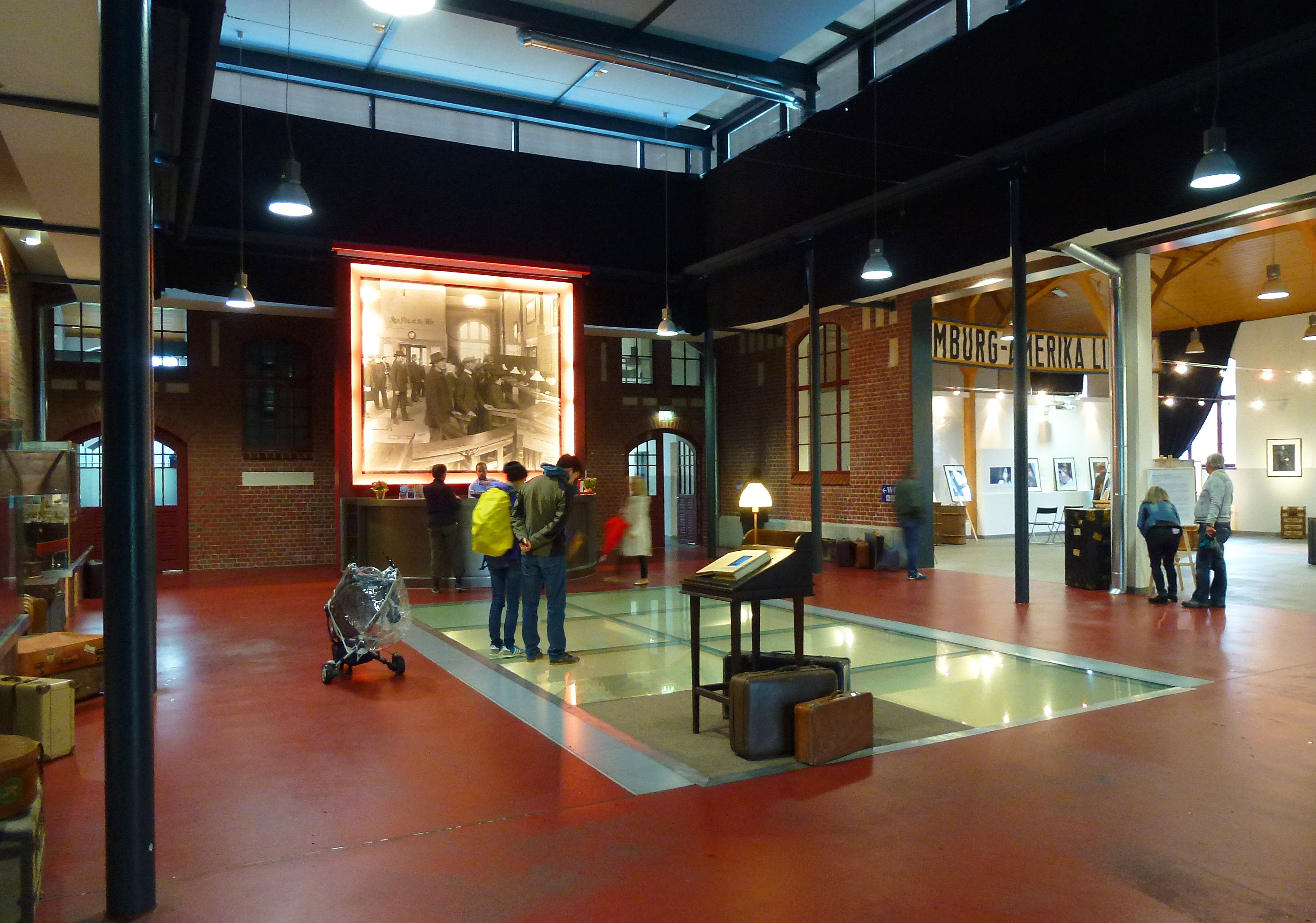
Sala de entrada
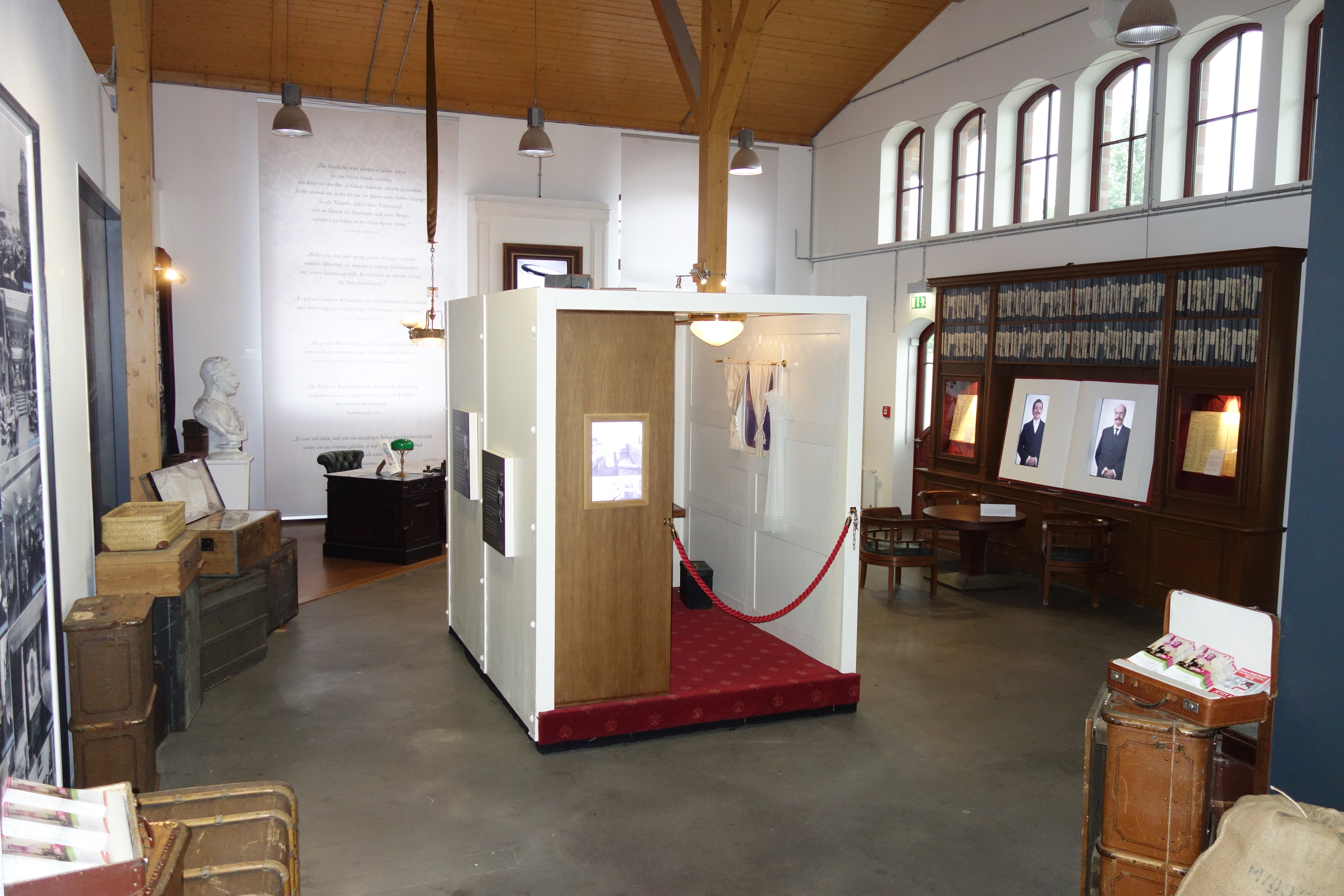
La nueva exposición en Barraca N.º 1
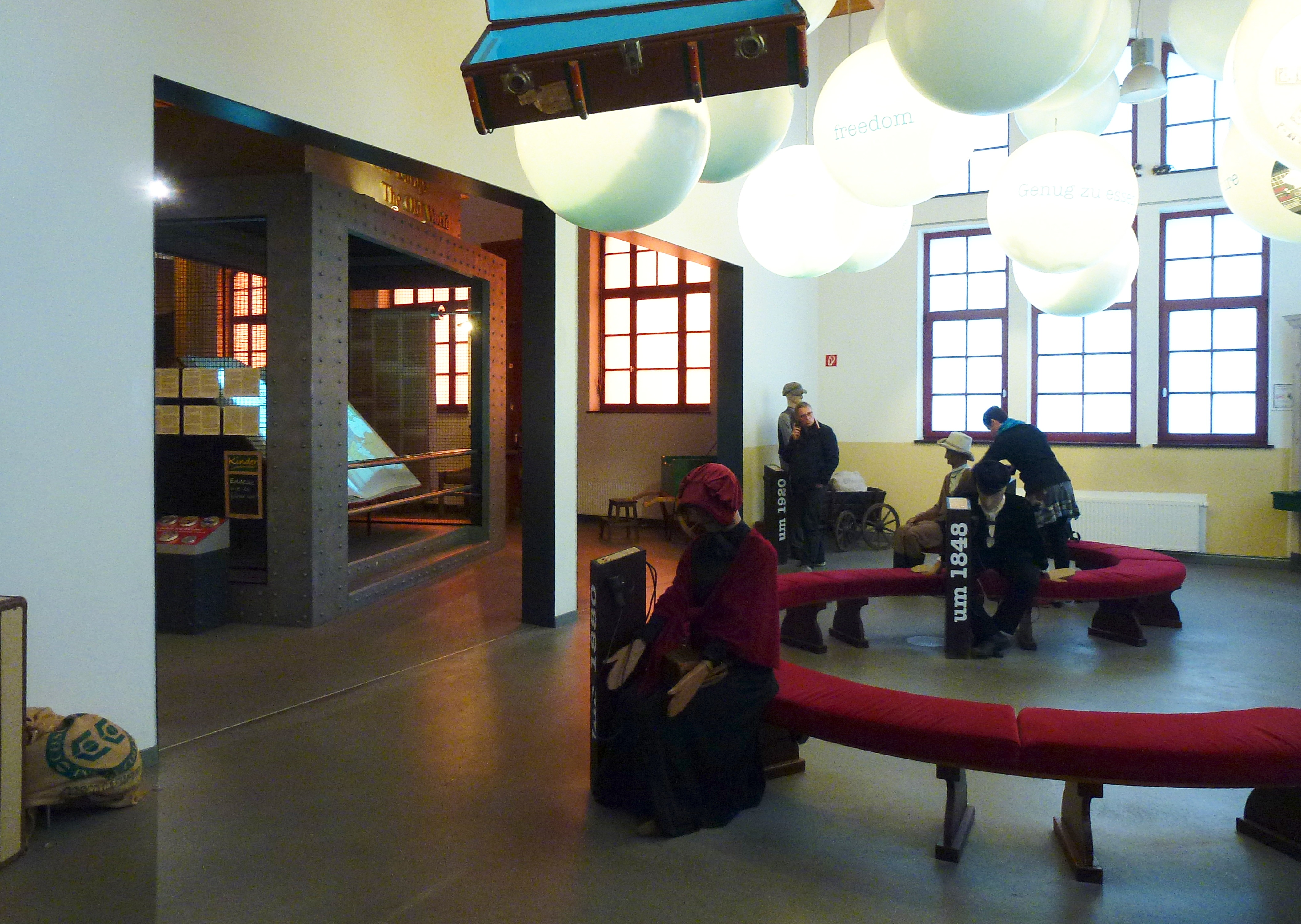
La nueva exposición en Barraca N.º 2
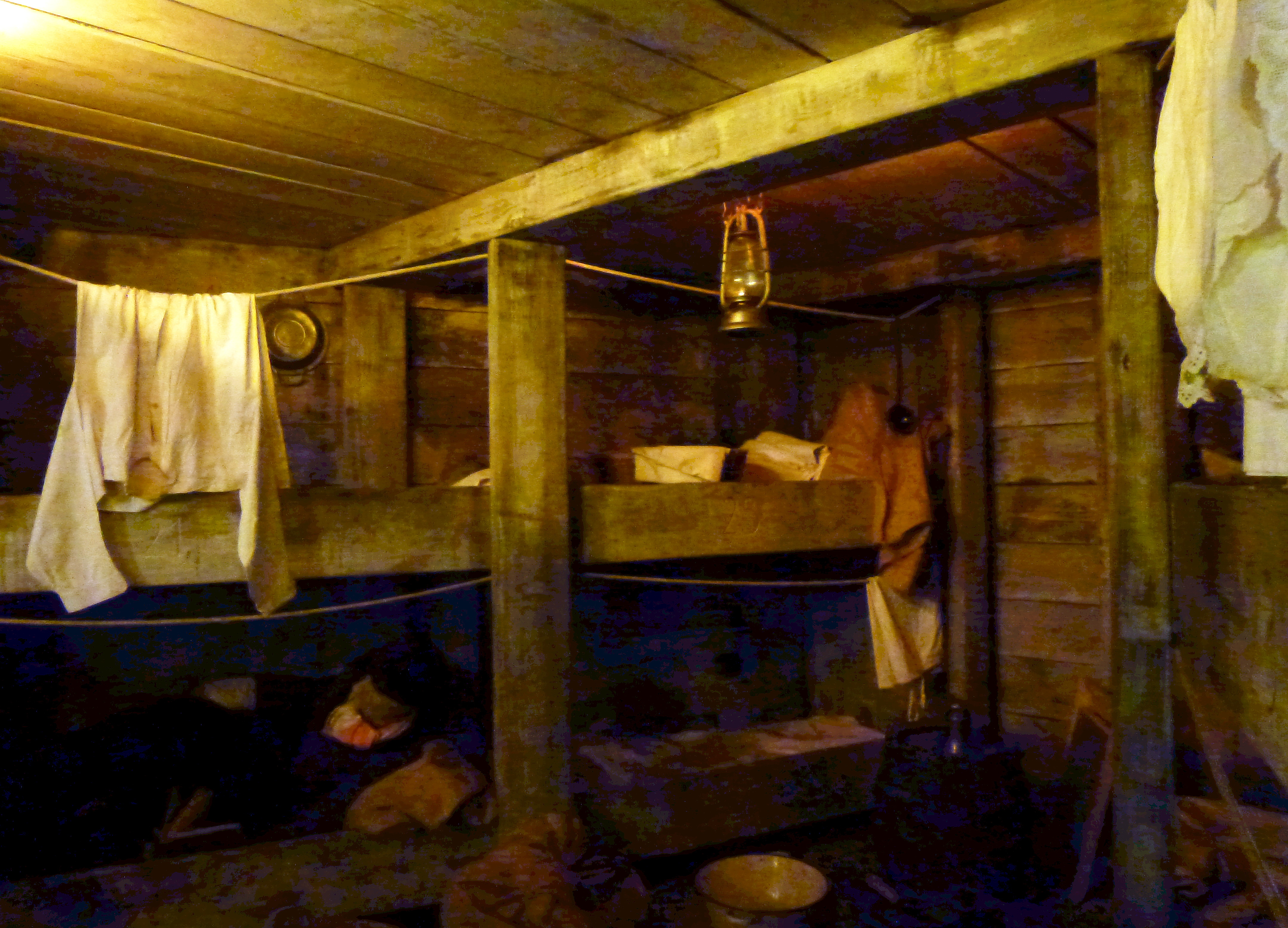
Literas para pasajeros de 3.ª clase
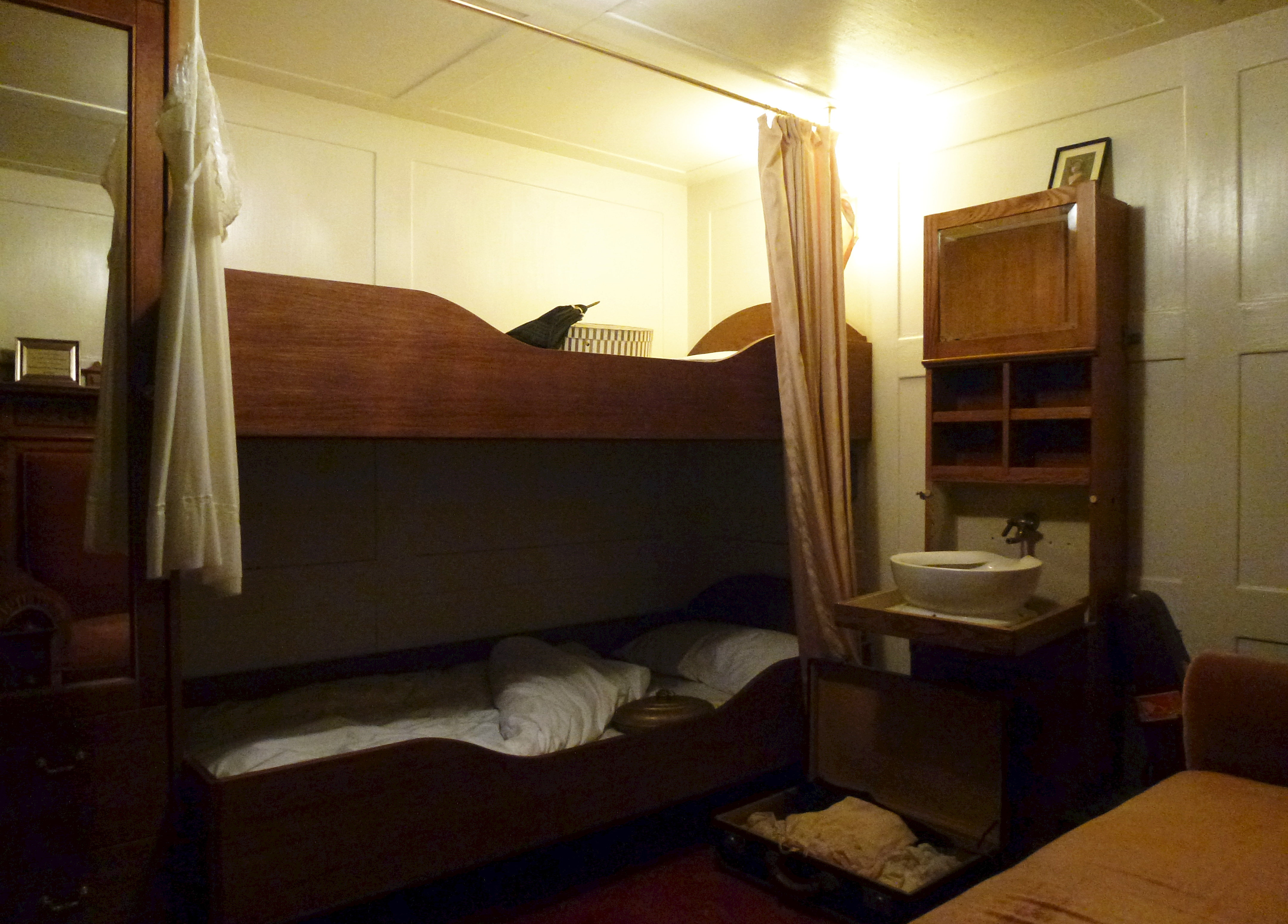
Literas para pasajeros de 2.ª clase
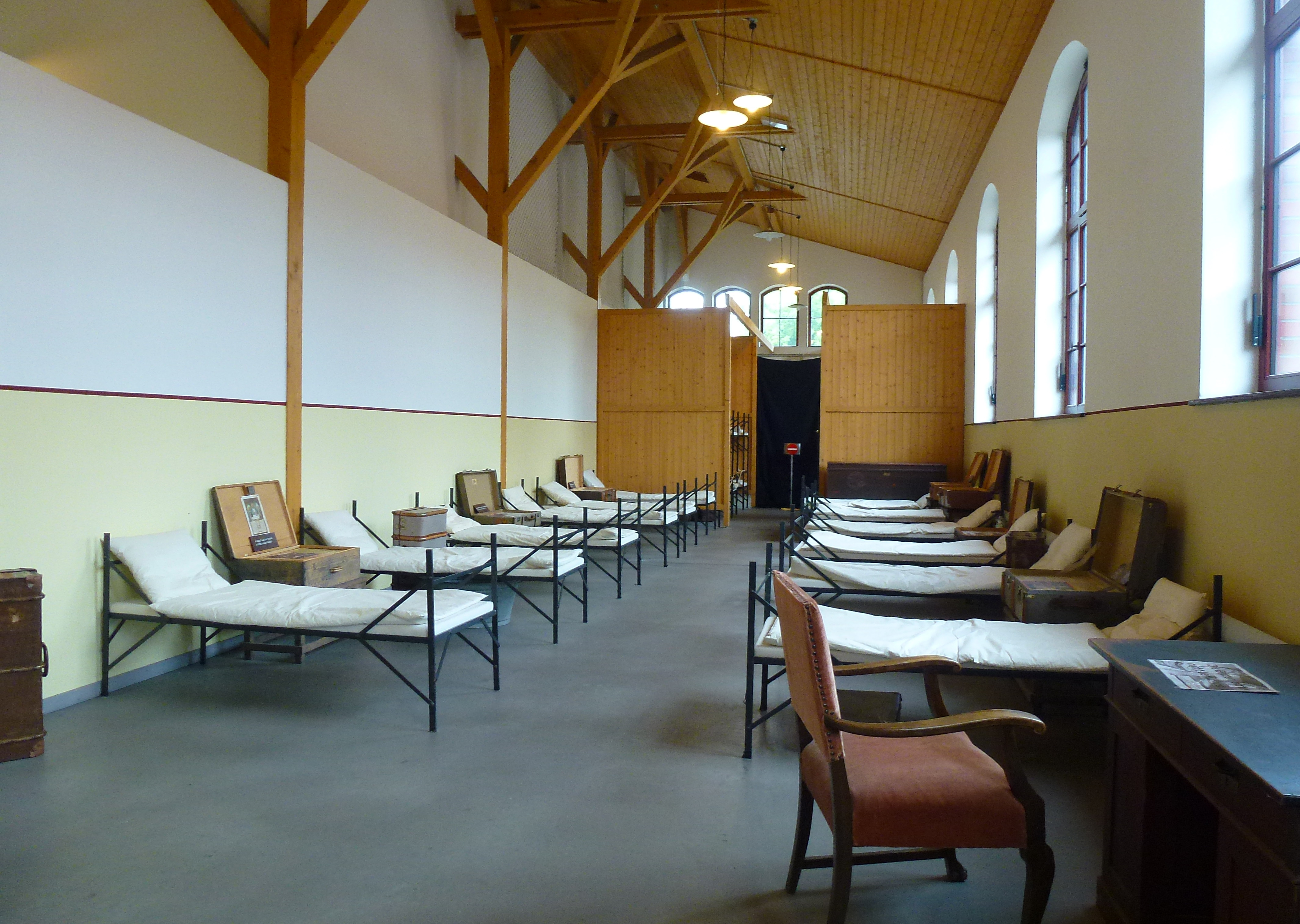
Sala de dormir (antes de la renovación)
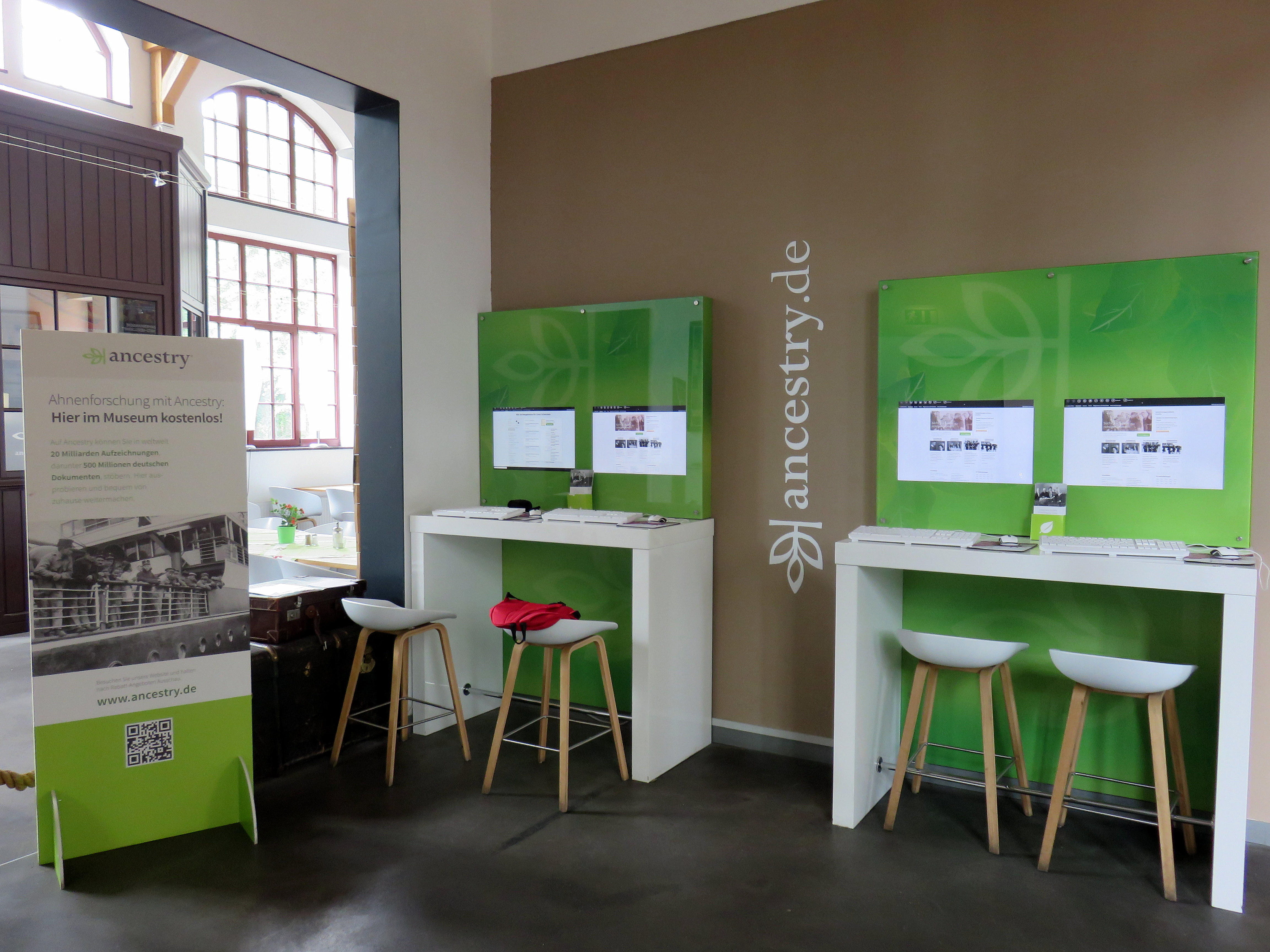
Puestos de investigación genealógica para visitantes